# 汚れなきマリア修道会
汚れなきマリア修道会（けがれなきマリアしゅうどうかい、英語: Marianist Sisters、フランス語: Filles de Marie Immaculée、略称 FMI）は、ローマ・カトリック教会に属する国際的な女子宣教修道会。ギョーム・ジョゼフ・シャミナード神父とアデル・ド・バッツ・ド・トランケレオン女史が1816年にフランス南西部のアジャンで創立した。教育・若者司牧・社会福祉を通じて“マリアニスト”のカリスマを担い、2025年時点で南北アメリカ・ヨーロッパ・アジア・アフリカの16か国に約300名の会員を擁する。

## 沿革
- 1816年5月25日 – アジャンで創立[5]。
- 1839年 – 教皇グレゴリウス16世が教令で承認。
- 1888年 – 修道会憲章が教皇庁から最終認可。
- 1949年 – スペイン管区から2名のシスターが日本へ派遣され、宣教開始[6]。
- 1964年 – コートジボワールに初派遣し、西アフリカ宣教を開始。2024年に60周年を祝う[7]。
- 2024年9月10日 – 米国管区が渡米75周年を記念[8]。

### 創立前史
アデル・ド・バッツ・ド・トランケレオンは貴族の家に生まれたが、フランス革命の混乱で家族とともにスペインへ亡命した。その地でカルメル会の修道女と接し、観想修道会への憧れを抱く。  
1803年、トランケレオンは友人たちと《小さな会（Petite Société）》を結成し、相互扶助と信仰深耕を図った。同会は農村の若い女性を中心に急速に拡大し、1814年には会員200名を超えた。  

### シャミナードとの協働
1808年、アジャンの病院で偶然出会ったイアサント・ラフォンを介し、トランケレオンはボルドーで聖母信心会を指導していたシャミナード神父と文通を開始する。両者は組織の目的が類似していることを認め合い、会則や霊性の交換を通じて協働体制を構築した。  

### 創立と初期成長
1816年5月25日、トランケレオンと仲間たちはアジャンの旧修道院に入居し、「聖母の娘会（Filles de Marie）」として公に修道生活を開始した。11月には初の学校を開校し、貧困層の子ども教育と福祉活動を展開した。  

### 発展
19世紀半ばまでに会はフランス国内14修道院を擁し、1862年にはマリア会総長カイエ神父の下、教皇庁正式認可に向け会則改訂を行った。修道院の回廊制（囲い込み）の緩和を巡り議論が起きたものの、改革は活動拡大を後押しした。  

## 現在の活動
FMIは現在16か国に共同体を置き、特にアメリカ合衆国ではオハイオ州デイトンとテキサス州サンアントニオに集中している。各国で学校経営や青少年・女性支援プログラム、社会的包摂活動を行い、マリアニスト家族の3他支部と密接に連携している。  

## カリスマと使命
会員は三誓願（清貧・貞潔・従順）に加え、使命への終生の忠実を表す「堅忍（英語: perseverance）」を誓う。モットーはカナの婚礼での聖母の言葉「彼の言われることはすべて行いなさい」（ヨハネ2:5）。FMIは全人教育・信仰形成・社会正義を優先課題とし、信徒共同体・マリア会・アリアンス・マリアルと連帯する。

## 組織と統治
修道会はローマの総本部と4管区（アフリカ-インド、アメリカ、アジア-太平洋、ヨーロッパ）から成る。現総長はシスター・キム・スセオナ（2022-2027年任期）。

## 養成プロセス
入会希望者は志願期を経て修練期（2年）に入り、初誓願後に3–6年の一時誓願期間を過ごし終生誓願へ進む。この間、マリアニスト霊性、使徒奉仕、学術研修などの形成プログラムが実施される。

## 世界の展開
2025年現在、共同体は以下16か国に所在する。
- アルゼンチン
- ブラジル
- チリ
- コロンビア
- エクアドル
- フランス
- インド
- イタリア
- コートジボワール
- 日本
- マラウイ
- スペイン
- 韓国
- トーゴ
- アメリカ合衆国
- ベトナム

## 日本における活動
1949年の来日以来、東京・調布市を中心に修道院と黙想センターを運営し、晃華学園（幼稚園・小学校・中高一貫校）の設立母体としてミッションスクール教育を担う。町田市・東村山市にも修道院を持ち、黙想指導・信徒育成・地域福祉活動を行う。

## 関連施設
- 晃華学園（東京都調布市） – 幼稚園・小学校・中学校・高等学校
- 町田修道院（東京都町田市）ほか国内数修道院・黙想センター

## 著名な会員
- アデル・ド・バッツ・ド・トランケレオン（共同創立者、1789-1828）
- シスター・キム・スセオナ（第15代総長、2022-）